# Antanambe
Antanambe – miasto i gmina we wschodniej części Madagaskaru, w prowincji Toamasina, nad Oceanem Indyjskim. W 2001 roku liczyło 18 tys. mieszkańców. Znajduje się w dystrykcie Dystrykt Mananara Nord będącego częścią regionu Analanjirofo.
85% mieszkańców miasta to rolnicy. Głównymi uprawami w okolicy są ryż i wanilia; ważnymi uprawami są również goździki. Usługi zapewniają zatrudnienie 10% mieszkańców. 5% mieszkańców zajmuje się rybołówstwem.
Przez teren miasta przebiega droga Route nationale 5.